# Томпсон, Нэйт
Нэйт Скотт Томпсон (англ. Nate Scott Thompson; род. 5 октября 1984, Анкоридж, США) — американский хоккеист, центральный нападающий.

## Биография
Выступал за «Сиэтл Тандербердс» (ЗХЛ), «Провиденс Брюинз» (АХЛ), «Бостон Брюинз», «Нью-Йорк Айлендерс», «Тампа-Бэй Лайтнинг», «Аляска Эйсес» (ECHL).
В чемпионатах НХЛ сыграл 471 матч (44+59), в турнирах Кубка Стэнли — 34 матча (3+7).
В составе национальной сборной США участник чемпионатов мира 2012 и 2013 (18 матчей, 3+2).
Достижения
- Бронзовый призёр чемпионата мира (2013)